# Komet Seki-Lines
Komet Seki-Lines  ali C/1962 C1  je komet, ki sta ga 4. februarja 1962 odkrila japonski astronom Cutomu Seki (rojen 1930) in  ameriški ljubiteljski astronom Richard D. Lines.

## Značilnosti
Komet je imel hiperbolično tirnico . 

Prisončje je prešel 1. aprila 1962, ko je bil od Sonca oddaljen  0,031 a.e. Njegova največja magnitude je bila 0 .